# Hainan (Qinghai)
| Tibetische Bezeichnung                                     |
| ---------------------------------------------------------- |
| Wylie-Transliteration: mtsho lho bod rigs rang skyong krig |
| Offizielle Transkription der VRCh: Colho                   |
| Andere Schreibweisen: Tsholho                              |
| Chinesische Bezeichnung                                    |
| Vereinfacht: 海南藏族自治州                                |
| Pinyin:Hǎinán Zàngzú zìzhìzhōu                             |

Lage Hainans innerhalb der Provinz Qinghai

Der autonome Bezirk Hainan der Tibeter (tibetisch: Tsholho) liegt im mittleren Osten der chinesischen Provinz Qinghai und ist der tibetischen Kulturregion Amdo zuzurechnen. Hainan hat eine Fläche von 43.377 km² und zählt 446.996 Einwohner (Stand: Zensus 2020). Sein Verwaltungssitz („Hauptstadt“) ist die Großgemeinde Qabqa (36° 16′ N, 100° 37′ O) im Kreis Gonghe.
Dem autonomen Bezirk unterstehen fünf Kreise (Stand: Zensus 2020).:
- der Kreis Gonghe (共和县), 16.594 km², 133.409 Einwohner, Hauptort: Großgemeinde Qabqa (恰卜恰镇);
- der Kreis Tongde (同德县), 4.679 km², 60.268 Einwohner, Hauptort: Großgemeinde Gabasumdo (尕巴松多镇);
- der Kreis Guide (贵德县), 3.509 km², 105.645 Einwohner, Hauptort: Großgemeinde Heyin (河阴镇);
- der Kreis Xinghai (兴海县), 12.185 km², 75.833 Einwohner, Hauptort: Großgemeinde Zigortan (子科滩镇);
- der Kreis Guinan (贵南县), 6.637 km², 71.841 Einwohner, Hauptort: Großgemeinde Mangqu (茫曲镇).

Beim Zensus im Jahre 2000 hatte Hainan 375.426 Einwohner (Bevölkerungsdichte: 8,18 Einw./km²).

## Ethnische Gliederung der Bevölkerung (2000)
| Name des Volkes | Einwohner | Anteil  |
| --------------- | --------- | ------- |
| Tibeter         | 235.663   | 62,77 % |
| Han             | 105.337   | 28,06 % |
| Hui             | 26.152    | 6,97 %  |
| Tu              | 3.750     | 1 %     |
| Mongolen        | 2.637     | 0,7 %   |
| Salar           | 1.231     | 0,33 %  |
| Sonstige        | 656       | 0,17 %  |